# Skatteavdragsbrott
Skatteavdragsbrott, brott enligt 6 § skattebrottslagen (1971:69). Den döms för skatteavdragsbrott, som uppsåtligen eller av grov oaktsamhet underlåter att fullgöra skyldighet att göra skatteavdrag på sätt som föreskrivs i skattebetalningslagen (1997:483). För brottet kan dömas till böter eller till fängelse i upp till ett år. Om brottet är ringa, skall den skyldige enligt andra stycket i ovannämnda paragraf inte dömas för brottet.
Med skatteavdrag enligt skattebetalningslagen avses sådana skatteavdag, som en arbetsgivare skall göra på den lön eller annan ersättning som han betalar till den som anses anställd av honom.
Den som frivilligt vidtar åtgärd som leder till att skatten kan påföras, tillgodoräknas eller återbetalas med rätt belopp, skall enligt 12 § skattebrottslagen inte dömas för skatteavdragsbrott.
Den senaste lydelsen av 6 § skattebrottslagen fastställdes 1997.